# Mikuláš Nevrkla
Mikuláš Nevrkla  es un deportista checo que compite en la disciplina de campo a través. Ganó una medalla de bronce en el Campeonato Mundial de Ciclismo de Montaña de 2018, en la prueba de campo a través para cuatro.

## Palmarés internacional
| Campeonato Mundial | Campeonato Mundial   | Campeonato Mundial | Campeonato Mundial    |
| Año                | Lugar                | Medalla            | Competición           |
| ------------------ | -------------------- | ------------------ | --------------------- |
| 2018               | Val di Sole (Italia) | Medalla de bronce  | Campo a través para 4 |